# WTA-toernooi van Cali
Het WTA-toernooi van Cali is een tennistoernooi voor vrouwen dat jaarlijks plaatsvindt in de Colombiaanse stad Cali. De officiële naam van het toernooi was in 2013 Copa Bionaire – in 2023 heette het Copa Oster, in 2024 Cali Open.

## Toernooi
De WTA organiseert het toernooi dat in 2013 in de categorie "Challenger" viel en werd gespeeld op gravel. De Club Campestre wordt met zijn 31 tennisbanen en ruime faciliteiten beschouwd als een van de beste tennislocaties in Zuid-Amerika.

## Geschiedenis
Van 2007 tot en met 2012 werd dit toernooi georganiseerd door het ITF. Qua gewicht groeide het bijna jaarlijks, beginnend bij $ 25.000 (in 2007) tot het maximum van $ 100.000 (in 2011 en 2012).
In 2013 werd het toernooi onder de vleugels van de WTA gebracht, op het nieuwe instapniveau "Challenger", met een prijzenpot van $ 125.000.
In 2014 werd het niet gecontinueerd.
In 2023 werd het toernooi opnieuw op de WTA-kalender geplaatst, in de categorie WTA 125, met een prijzenpot van $ 115.000. In 2024 werd het op de WTA-kalender verhuisd van februari naar november.

## Finales

### Enkelspel
| Datum      | Naam          | Cat.          | ($)           | Ondergrond     | Winnares                 | Verliezend finaliste | Uitslag       |               |
| ---------- | ------------- | ------------- | ------------- | -------------- | ------------------------ | -------------------- | ------------- | ------------- |
| 2013-02-11 | Copa Bionaire | Challenger    | 125.000       | gravel, buiten | Lara Arruabarrena Vecino | Catalina Castaño     | 6-3, 6-2      | details       |
| 2014–2022  | geen toernooi | geen toernooi | geen toernooi | geen toernooi  | geen toernooi            | geen toernooi        | geen toernooi | geen toernooi |
| 2023-01-30 | Copa Oster    | WTA 125       | 115.000       | gravel, buiten | Nadia Podoroska          | Paula Ormaechea      | 6-4, 6-2      | details       |
| 2024-11-04 | Cali Open     | WTA 125       | 115.000       | gravel, buiten | Irina-Camelia Begu       | Veronika Erjavec     | 6-3, 6-3      | details       |

### Dubbelspel
| Datum      | Naam          | Cat.          | ($)           | Ondergrond     | Winnaressen                           | Verliezend finalistes              | Uitslag          |               |
| ---------- | ------------- | ------------- | ------------- | -------------- | ------------------------------------- | ---------------------------------- | ---------------- | ------------- |
| 2013-02-11 | Copa Bionaire | Challenger    | 125.000       | gravel, buiten | Catalina Castaño Mariana Duque Mariño | Florencia Molinero Teliana Pereira | 3-6, 6-1, [10-5] | details       |
| 2014–2022  | geen toernooi | geen toernooi | geen toernooi | geen toernooi  | geen toernooi                         | geen toernooi                      | geen toernooi    | geen toernooi |
| 2023-01-30 | Copa Oster    | WTA 125       | 115.000       | gravel, buiten | Weronika Falkowska Katarzyna Kawa     | Kyōka Okamura You Xiaodi           | 6-1, 5-7, [10-6] | details       |
| 2024-11-04 | Cali Open     | WTA 125       | 115.000       | gravel, buiten | Veronika Erjavec Kristina Mladenovic  | Tara Würth Katarina Zavatska       | 6-2, 7-6         | details       |